# 防災未来館
防災未来館（ぼうさいみらいかん）は、兵庫県神戸市中央区のHAT神戸にあった「人と防災未来センター」の施設、阪神・淡路大震災と防災をテーマにした科学館。現在の「人と防災未来センター西館」

## 概要
映像や写真、ジオラマ、その他膨大な資料等で阪神・淡路大震災と防災に関する情報を伝えることを目的に2002年開館した。2010年1月から名称が人と防災未来センター西館となった。
展示フロアは4階で構成され、4階には阪神淡路大震災を映像と造形空間で追体験できるフロア、3階は16万点以上の被災者が提供した写真や遺物などの震災資料と詳細な復興誌資料からまとめられた記録を閲覧できるフロア（震災資料展示の裏側は収蔵スペースになっており、震災資料ボックスが無数に並んでいる）、2階は大災害の最新情報や防災に関する体験装置やデモンストレーション形式による実験ステージが設けられているフロア、1階は総合的なエントランスであり、語り部ボランティアのセミナールームが併設されたフロアである。展示フロアの上部には、地震災害に関する専門の震災ライブラリー、災害を総合的に研究する研究部門、災害対応の専門家を養成するセミナールームなどが設置されている。
「1.17シアター」では阪神・淡路大震災発生時の激しい揺れによって破壊される町やビル・鉄道橋や高速道路などを、最新の調査・研究に基づくSFXにより再現している。「震災直後のまち」では地震直後の破壊された街をジオラマと音響でリアルに再現する。「大震災ホール」では、地震から復興していく街を、被災し、姉を震災直後の火災で亡くしたある少女の目を通した（という設定の）ドキュメンタリー映像で伝える。
2Fブリッジで「ひと未来館」（東館）とつながっている。

## 主な施設
- 1.17シアター
- 震災直後のまち
- 大震災ホール
- 震災の記憶をのこすコーナー
- 震災を語り継ぐコーナー
- 資料室
  - 映像アーカイブ― 阪神・淡路大震災等の大災害に関する映像資料の鑑賞
  - 木造住宅耐震診断
  - 住宅地図― 阪神・淡路大震災の被災地の地図（震災前、震災版、震災後）
- 防災ワークショップ
- 防災情報コンテナ
- 防災情報サイト
- 震災からの復興をたどるコーナー― 街の姿の変遷を写真や模型で紹介

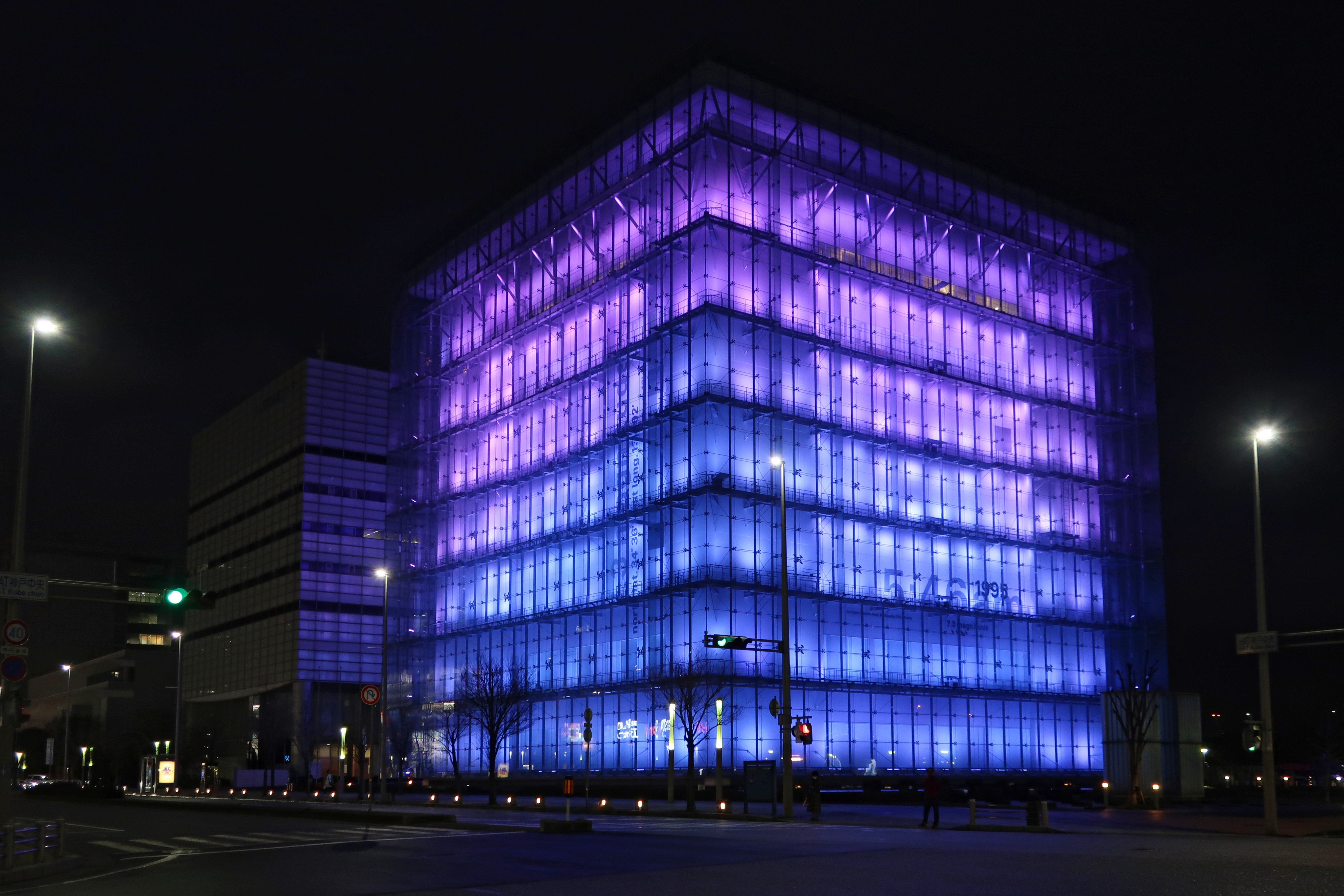
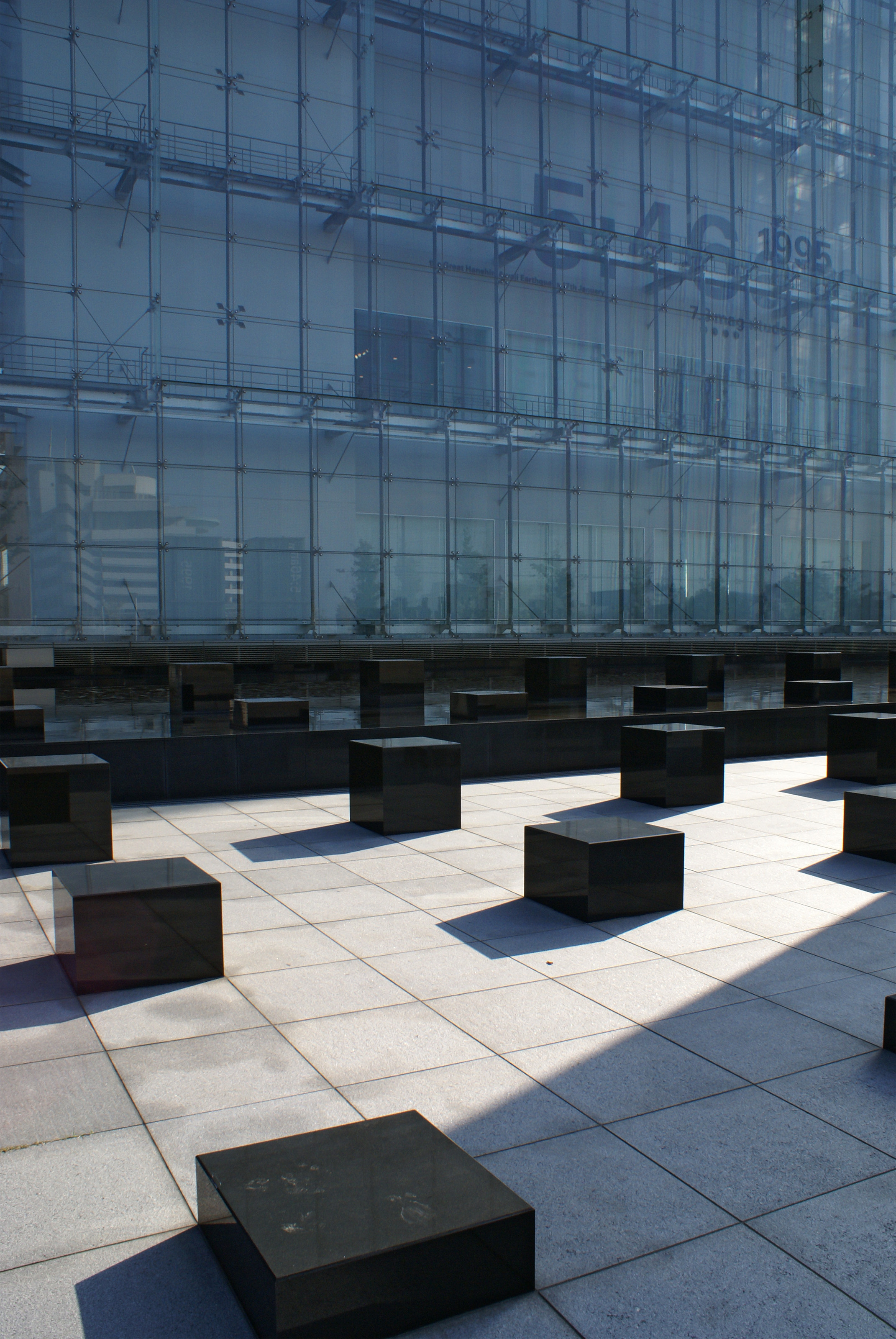
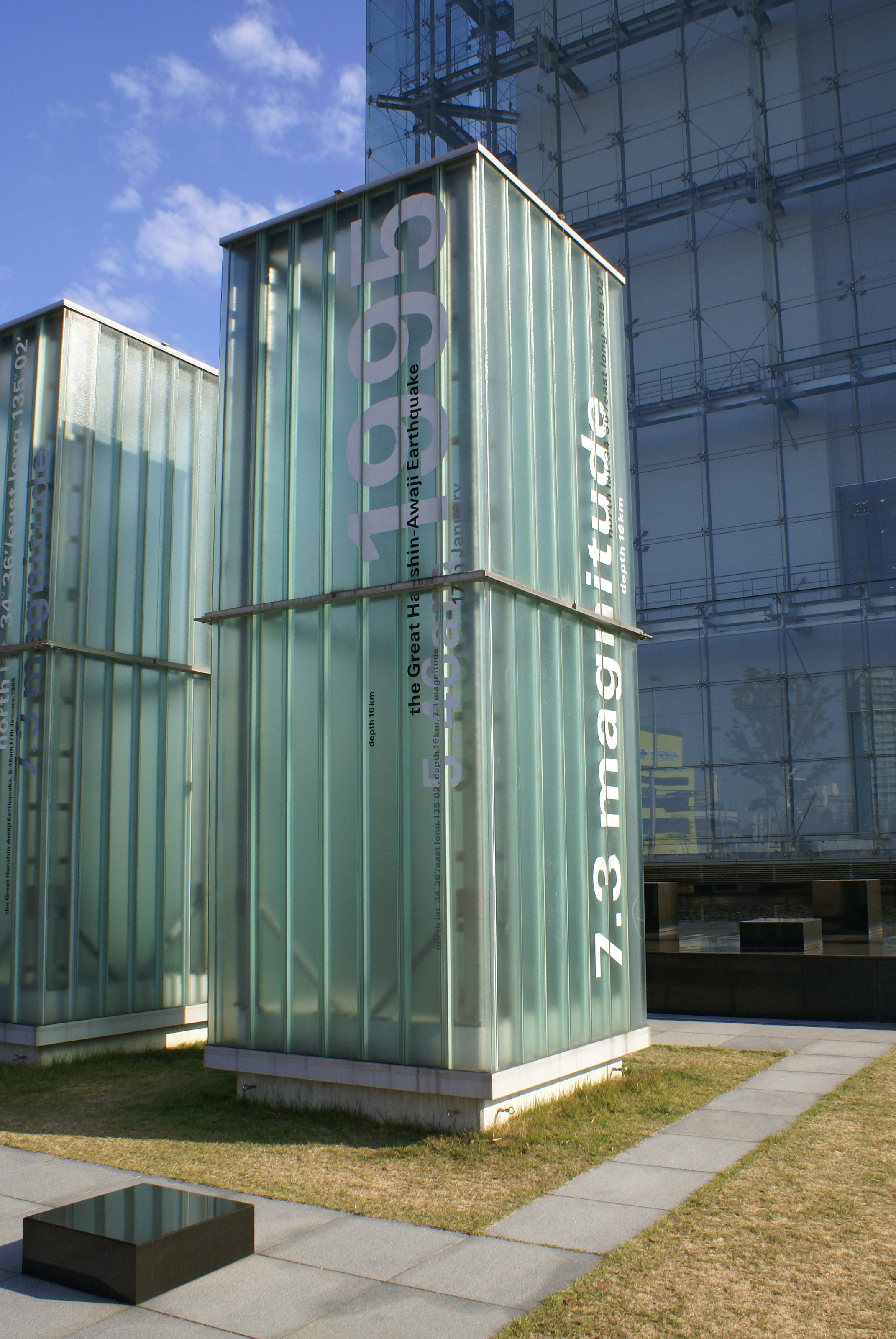
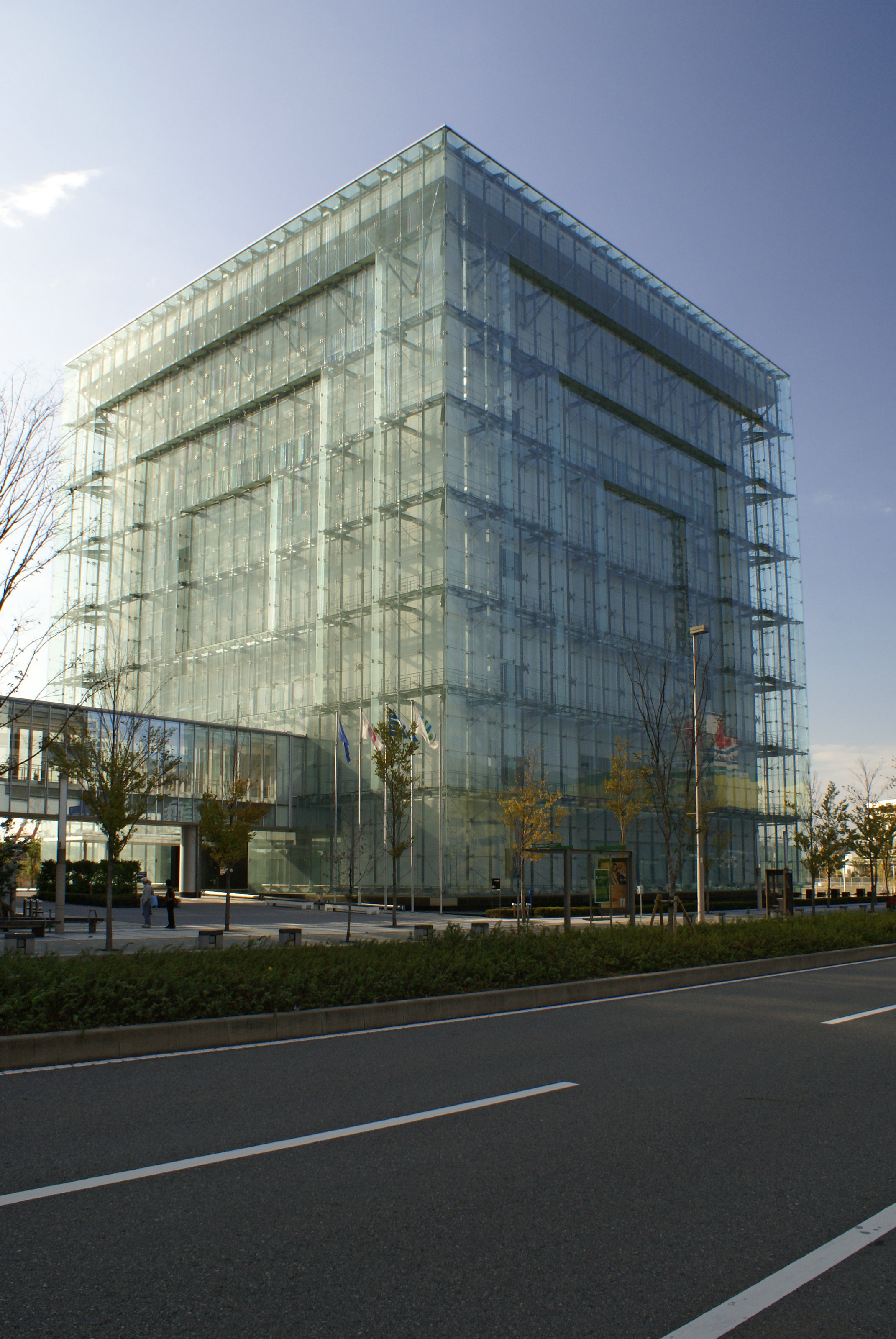
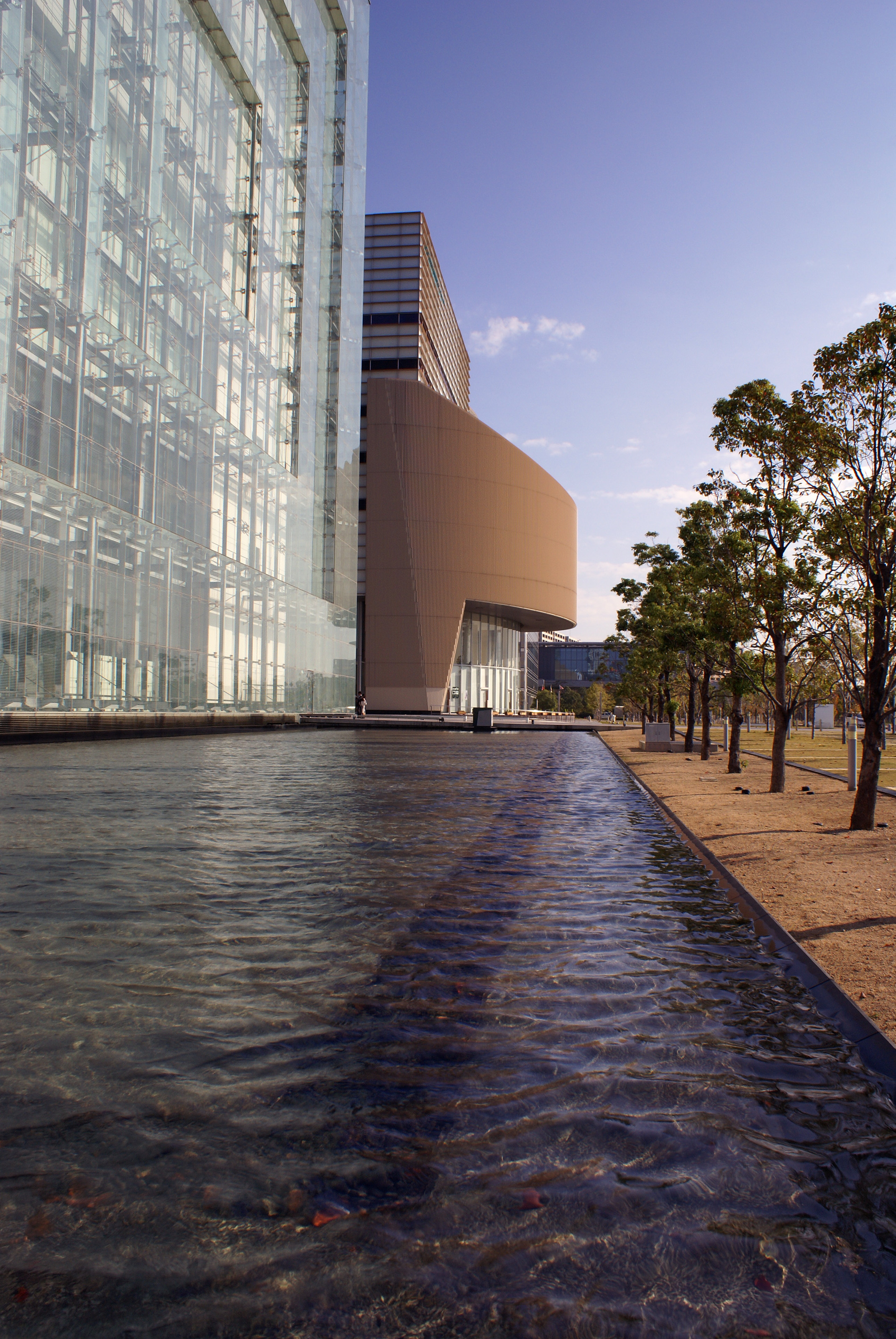

- 震災から学ぶコーナー

## 建築概要
- 建築主― 兵庫県
- 設計― 昭和設計、兵庫県
- 建築面積― 1,888.97m2
- 延床面積― 8,573.49m2
- 構造― RC・S
- 規模― 地上7階・地下1階
- 最高高さ― 44.30m
- 竣工― 2002年4月
- 所在地― 〒651-0073 兵庫県神戸市中央区脇浜海岸通1-5-2

## 交通アクセス
- 阪神本線「岩屋駅」徒歩6分
- JR神戸線（東海道本線）「灘駅」徒歩10分

## 周辺情報
- 兵庫県立美術館
- 兵庫県立美術館 原田の森ギャラリー
- WHO健康開発総合研究センター（WHO神戸センター・WKC）
- 神戸市立王子動物園
- ブルメールHAT神戸